# Mexicaans voetbalelftal in 2006
Het Mexicaans voetbalelftal  speelde in totaal twaalf interlands in het jaar 2006. Vier wedstrijden werden op het Wereldkampioenschap voetbal 2006 gespeeld, de rest was vriendschappelijk. De selectie stond onder leiding van de Argentijn Ricardo Lavolpe. Op de FIFA-wereldranglijst zakte Mexico in 2006 van de 7e (januari 2006) naar de 20ste plaats (december 2006).

## Balans
| Wedstrijden | Wedstrijden | Wedstrijden | Wedstrijden | Doelpunten | Doelpunten | Doelpunten |
| Gespeeld    | Winst       | Gelijk      | Verlies     | Voor       | Tegen      | Saldo      |
| ----------- | ----------- | ----------- | ----------- | ---------- | ---------- | ---------- |
| 12          | 6           | 1           | 5           | 14         | 11         | +3         |

## Interlands
|                                                       |                                              |       |                       |                                                                                     |
| 25 januari Vriendschappelijk № 678 «onderlinge duels» | Mexico                                       | 2 – 1 | Noorwegen             | Monster Park, San Francisco Toeschouwers: 44.729 Scheidsrechter: Terry Vaughn (USA) |
| 25 januari Vriendschappelijk № 678 «onderlinge duels» | Francisco Fonseca 36' Luis Ernesto Pérez 87' |       | 9' Petter Vaagan Moen | Monster Park, San Francisco Toeschouwers: 44.729 Scheidsrechter: Terry Vaughn (USA) |

|                                                        |        |                   |            |                                                                                           |
| 15 februari Vriendschappelijk № 679 «onderlinge duels» | Mexico | 0 – 1             | Zuid-Korea | Memorial Coliseum, Los Angeles Toeschouwers: 64.128 Scheidsrechter: Ricardo Salazar (USA) |
| 15 februari Vriendschappelijk № 679 «onderlinge duels» |        | 14' Dong-Gook Lee |            | Memorial Coliseum, Los Angeles Toeschouwers: 64.128 Scheidsrechter: Ricardo Salazar (USA) |

|                                                    |                      |       |       |                                                                              |
| 1 maart Vriendschappelijk № 680 «onderlinge duels» | Mexico               | 1 – 0 | Ghana | Pizza Hut Park, Frisco Toeschouwers: 19.513 Scheidsrechter: Brian Hall (USA) |
| 1 maart Vriendschappelijk № 680 «onderlinge duels» | Guillermo Franco 75' |       |       | Pizza Hut Park, Frisco Toeschouwers: 19.513 Scheidsrechter: Brian Hall (USA) |

|                                                     |                                      |       |                  |                                                                                   |
| 29 maart Vriendschappelijk № 681 «onderlinge duels» | Mexico                               | 2 – 1 | Paraguay         | Soldier Field, Chicago Toeschouwers: 46.510 Scheidsrechter: Michael Kennedy (USA) |
| 29 maart Vriendschappelijk № 681 «onderlinge duels» | Omar Bravo 30' (pen.) Omar Bravo 81' |       | 2' Nelson Cuevas | Soldier Field, Chicago Toeschouwers: 46.510 Scheidsrechter: Michael Kennedy (USA) |

|                                                  |                       |       |           |                                                                             |
| 5 mei Vriendschappelijk № 682 «onderlinge duels» | Mexico                | 1 – 0 | Venezuela | Rose Bowl, Pasadena Toeschouwers: 58.147 Scheidsrechter: Terry Vaughn (USA) |
| 5 mei Vriendschappelijk № 682 «onderlinge duels» | Omar Bravo 57' (pen.) |       |           | Rose Bowl, Pasadena Toeschouwers: 58.147 Scheidsrechter: Terry Vaughn (USA) |

|                                                   |                                            |       |                       |                                                                                    |
| 12 mei Vriendschappelijk № 683 «onderlinge duels» | Mexico                                     | 2 – 1 | Congo-Kinshasa        | Aztekenstadion, Mexico-Stad Toeschouwers: 75.000 Scheidsrechter: Jorge Gasso (MEX) |
| 12 mei Vriendschappelijk № 683 «onderlinge duels» | Francisco Fonseca 3' Francisco Fonseca 41' |       | 48' Dieumerci Mbokani | Aztekenstadion, Mexico-Stad Toeschouwers: 75.000 Scheidsrechter: Jorge Gasso (MEX) |

|                                                   |                     |       |        |                                                                                 |
| 27 mei Vriendschappelijk № 684 «onderlinge duels» | Frankrijk           | 1 – 0 | Mexico | Stade de France, Parijs Toeschouwers: 80.000 Scheidsrechter: Mourad Daami (TUN) |
| 27 mei Vriendschappelijk № 684 «onderlinge duels» | Florent Malouda 45' |       |        | Stade de France, Parijs Toeschouwers: 80.000 Scheidsrechter: Mourad Daami (TUN) |

|                                                   |                                  |       |                    |                                                                                        |
| 1 juni Vriendschappelijk № 685 «onderlinge duels» | Nederland                        | 2 – 1 | Mexico             | Philips Stadion, Eindhoven Toeschouwers: 35.000 Scheidsrechter: Peter Fröjdfeldt (ZWE) |
| 1 juni Vriendschappelijk № 685 «onderlinge duels» | John Heitinga 53' Ryan Babel 57' |       | 19' Jared Borgetti | Philips Stadion, Eindhoven Toeschouwers: 35.000 Scheidsrechter: Peter Fröjdfeldt (ZWE) |

| WK voetbal 2006 |
| --------------- |

|                                          |                                         |       |                        |                                                                                         |
| 11 juni WK 2006 № 686 «onderlinge duels» | Mexico                                  | 3 – 1 | Iran                   | Stadion Nürnberg, Neurenberg Toeschouwers: 41.000 Scheidsrechter: Roberto Rosetti (ITA) |
| 11 juni WK 2006 № 686 «onderlinge duels» | Omar Bravo 28' Omar Bravo 76' Zinha 79' |       | 36' Yahya Golmohammadi | Stadion Nürnberg, Neurenberg Toeschouwers: 41.000 Scheidsrechter: Roberto Rosetti (ITA) |

|                                          |        |       |        |                                                                               |
| 16 juni WK 2006 № 687 «onderlinge duels» | Mexico | 0 – 0 | Angola | AWD-Arena, Hannover Toeschouwers: 43.000 Scheidsrechter: Shamsul Maidin (SIN) |
| 16 juni WK 2006 № 687 «onderlinge duels» |        |       |        | AWD-Arena, Hannover Toeschouwers: 43.000 Scheidsrechter: Shamsul Maidin (SIN) |

|                                          |                            |       |                       |                                                                                      |
| 21 juni WK 2006 № 688 «onderlinge duels» | Portugal                   | 2 – 1 | Mexico                | Veltins-Arena, Gelsenkirchen Toeschouwers: 52.000 Scheidsrechter: Lubos Michel (SLO) |
| 21 juni WK 2006 № 688 «onderlinge duels» | Maniche 6' Simão 24' (pen) |       | 29' Francisco Fonseca | Veltins-Arena, Gelsenkirchen Toeschouwers: 52.000 Scheidsrechter: Lubos Michel (SLO) |

|                                          |                                      |            |                   |                                                                                    |
| 24 juni WK 2006 № 689 «onderlinge duels» | Argentinië                           | 2 – 1 (nv) | Mexico            | Red Bull Arena, Leipzig Toeschouwers: 43.000 Scheidsrechter: Massimo Busacca (ZWI) |
| 24 juni WK 2006 № 689 «onderlinge duels» | Hernán Crespo 10' Maxi Rodríguez 98' |            | 6' Rafael Márquez | Red Bull Arena, Leipzig Toeschouwers: 43.000 Scheidsrechter: Massimo Busacca (ZWI) |

|  |  |  |  |  |  |  |  |  |

## FIFA-wereldranglijst
| JAN | FEB | MAR | APR | MEI | JUN | JUL | AUG | SEP | OKT | NOV | DEC |
| --- | --- | --- | --- | --- | --- | --- | --- | --- | --- | --- | --- |
| 7   | 6   | 7   | 6   | 4   | 4   | 18  | 16  | 17  | 19  | 20  | 20  |

FMF · A-internationals · Selecties · Bondscoaches · Statistieken · Mexicaans vrouwenelftal · Olympisch elftal · Mexico U21 · Mexico U20 · Mexico U19 · Mexico U18 · Mexico U17
1920 – 1949 ·
1950 – 1969 ·
1970 – 1979 ·
1980 – 1989 ·
1990 – 1999 ·
2000 – 2009 ·
2010 – 2019 ·
2020 – 2029
Copa América 1993 ·
Copa América 1995 ·
Copa América 1997 ·
Copa América 1999 ·
Copa América 2001 ·
Copa América 2004 ·
Copa América 2007 ·
Copa América 2011 ·
Copa América 2015 · 
Copa América 2016
WK 1930 ·
WK 1950 ·
WK 1954 ·
WK 1958 ·
WK 1962 ·
WK 1966 ·
WK 1970 ·
WK 1978 ·
WK 1986 ·
WK 1994 ·
WK 1998 ·
WK 2002 ·
WK 2006 ·
WK 2010 ·
WK 2014 · 
WK 2018
OS 1928 ·
OS 1948 ·
OS 1964 ·
OS 1968 ·
OS 1972 ·
OS 1976 ·
OS 1992 ·
OS 1996 ·
OS 2004 ·
OS 2012 ·
OS 2016 ·
OS 2020
1923 ·
1924–1927 ·
1928 ·
1929 ·
1930 ·
1931–1933 ·
1934 ·
1935 ·
1936 ·
1937 ·
1938 ·
1939–1946 ·
1947 ·
1948 ·
1949 ·
1950 ·
1951 ·
1952 ·
1953 ·
1954 ·
1955 ·
1956 ·
1957 ·
1958 ·
1959 ·
1960 ·
1961 ·
1962 ·
1963 ·
1964 ·
1965 ·
1966 ·
1967 ·
1968 ·
1969 ·
1970 · 
1971 · 
1972 · 
1973 · 
1974 · 
1975 · 
1976 · 
1977 · 
1978 · 
1979 · 
1980 · 
1981 · 
1982 · 
1983 · 
1984 · 
1985 · 
1986 · 
1987 · 
1988 · 
1989 · 
1990 · 
1991 · 
1992 · 
1993 · 
1994 · 
1995 · 
1996 · 
1997 · 
1998 · 
1999 · 
2000 · 
2001 · 
2002 · 
2003 · 
2004 · 
2005 · 
2006 · 
2007 · 
2008 · 
2009 · 
2010 · 
2011 · 
2012 · 
2013 · 
2014 · 
2015 · 
2016 ·
2017 ·
2018 ·
2019 ·
2020 ·
2021 ·
2022 ·
2023
Albanië ·
Algerije ·
Angola ·
Argentinië ·
Australië ·
België ·
Belize ·
Bermuda ·
Bolivia ·
Bosnië en Herzegovina ·
Brazilië ·
Bulgarije ·
Canada ·
Chili ·
China ·
Colombia ·
Congo-Kinshasa ·
Costa Rica ·
Cuba ·
Curaçao ·
DDR ·
Denemarken ·
Dominica ·
Duitsland ·
Ecuador ·
Egypte ·
El Salvador ·
Engeland ·
Estland ·
Fiji ·
Finland ·
Frankrijk ·
Gambia ·
Ghana ·
Griekenland ·
Guatemala ·
Guyana ·
Haïti ·
Honduras ·
Hongarije ·
Ierland ·
IJsland ·
Irak ·
Iran ·
Israël ·
Italië ·
Ivoorkust ·
Jamaica ·
Japan ·
Joegoslavië ·
Kameroen ·
Kroatië ·
Liberia ·
Luxemburg ·
Marokko ·
Martinique ·
Nederland ·
Nederlandse Antillen ·
Nicaragua ·
Nieuw-Zeeland ·
Nigeria ·
Noord-Ierland ·
Noord-Korea ·
Noorwegen ·
Oekraïne ·
Oezbekistan ·
Panama ·
Paraguay ·
Peru ·
Polen ·
Portugal ·
Qatar ·
Roemenië ·
Rusland ·
Saint Kitts en Nevis ·
Saint Vincent en de Grenadines ·
Saoedi-Arabië ·
Schotland ·
Senegal ·
Servië ·
Slovenië ·
Slowakije ·
Sovjet-Unie ·
Spanje ·
Suriname ·
Trinidad en Tobago ·
Tsjechië ·
Tsjecho-Slowakije ·
Tunesië ·
Uruguay ·
Venezuela ·
Verenigde Staten ·
Wales ·
Wit-Rusland ·
Zuid-Afrika ·
Zuid-Korea ·
Zweden ·
Zwitserland
Angola (2006) ·
Argentinië (2006) ·
Brazilië (1999) ·
Brazilië (2014) ·
Brazilië (2018) ·
Duitsland (2018) ·
Frankrijk (2010) ·
Iran (2006) ·
Kameroen (2014) ·
Kroatië (2014) ·
Nederland (2014) ·
Portugal (2006) ·
Uruguay (2010) ·
Zuid-Afrika (2010) ·
Zuid-Korea (2018) ·
Zweden (2018)